# Rudolph Zuyderhoff

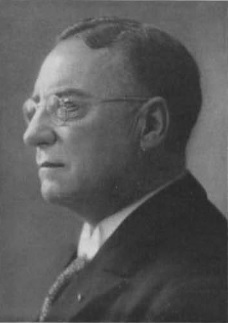
Rudolph Zuyderhoff

Rudolph Zuyderhoff (Rotterdam, 24 december 1874 – 's-Gravenhage, 26 januari 1945) was een Nederlands ambtenaar en president van de Algemene Rekenkamer.
Zuyderhoff was een ambtenaar in Nederlands-Indië en aan het departement van Koloniën, die in 1912 lid en in 1934 president van de Algemene Rekenkamer werd. Als ambtenaar nauw betrokken bij de plannen tot versterking van de vloot in de Oost. Hij was bestuurder van de rechts-nationalistische Nationale Unie en sympathiseerde in 1938 openlijk met nazi-Duitsland. Hij bleef tot 1945 Rekenkamer-president, maar was vanaf 1942 feitelijk op non-actief.